# Fruticées de mulgas d'Australie-Occidentale
Localisation
Les fruticées de mulgas d'Australie-Occidentale forment une écorégion terrestre définie par le Fonds mondial pour la nature (WWF), qui appartient au biome des déserts et brousses xériques de l'écozone australasienne. Elle est située au centre de l'Australie-Occidentale et sa végétation est dominée par les mulgas, un type particulier d'acacia adapté au climat aride de la région.